# 上原寿一
上原 寿一（うえはら じゅいち、1981年2月26日 - ）は、フジテレビジョンコンテンツ戦略本部コンテンツ投資戦略部長。東京都千代田区出身。桐蔭学園高校、東京大学文学部行動文化学科卒業。

## 人物
- 1981年2月26日東京都千代田区生まれ。
- 1999年 - 東京大学入学
- 2003年 - フジテレビジョン入社。人事部、映画事業局プロデューサー、編成制作局編成部を経て、現在はコンテンツ戦略本部コンテンツ投資戦略部長。

## 作品
- LIMIT OF LOVE 海猿（2006）
- 西遊記 (2007年）
- ゲゲゲの鬼太郎 (2007)プロデューサー
- ゲゲゲの鬼太郎 千年呪い歌 (2008)プロデューサー
- アマルフィ 女神の報酬（2009）
- のだめカンタービレ 最終楽章 前編（2009）アシスタントプロデューサー
- のだめカンタービレ 最終楽章 後編（2010）アシスタントプロデューサー
- 踊る大捜査線 THE MOVIE3 ヤツらを解放せよ! (2010)アソシエイトプロデューサー
- THE LAST MESSAGE　海猿 (2010)アソシエイトプロデューサー
- アンダルシア 女神の報復 (2011)アソシエイトプロデューサー
- BRAVE HEARTS 海猿 (2012)　プロデューサー
- 踊る大捜査線 THE LAST TV サラリーマン刑事と最後の難事件 (2012)<TVM>プロデューサー
- 踊る大捜査線 THE FINAL 新たなる希望 (2012)プロデューサー
- 土竜の唄 潜入捜査官REIJI（2014年）プロデューサー
- チーム・バチスタFINAL ケルベロスの肖像（2014年）プロデューサー
- 映画　暗殺教室（2015年）プロデューサー
- 暗殺教室　～卒業編～（2016年）プロデューサー
- 四月は君の嘘（2016年）プロデューサー
- 土竜の唄 香港狂騒曲（2016年） プロデューサー
- ひるなかの流星（2017年） プロデューサー
- 今夜、ロマンス劇場で（2018年） - プロデューサー
- 累-かさね-（2018年） - プロデューサー
- マスカレード・ホテル（2019年） - プロデューサー
- 室井慎次 敗れざる者（2024年） - プロデューサー
- 室井慎次 生き続ける者（2024年） - プロデューサー
- ブラック・ショーマン（2025年公開予定） - プロデューサー